# Fiat 6614
El Tipo 6614  es un vehículo multitarea, desarrollado por el consorcio de empresas italianas OTO Breda, Fiat y su ahora división de vehículos pesados Iveco. Es un blindado de tracción 4x4 , cuyo casco es de planchas de acero soldadas y dispone incluso de capacidad anfíbia. El primer prototipo fue construido y presentado en 1972. Tanto el Fiat 6614 como su versión 6616 fueron producidos por la Fiat, fabricándose también bajo licencia en Corea del Sur.

## Historia
El Fiat 6614 fue desarrollado entre la Iveco Fiat y el consorcio Oto Melara a inicios de los años 70, hecho para cumplir las funciones de reconocimiento y transporte de tropas en la Fuerza Aérea y el Ejército Italiano desde el año 1972, cuando se entregaron las primeras unidades.
Tras la guerra los militares italianos no le vieron sentido al mantener un ala de blindados de exploración, y no se creyó que fueran necesarios, ya que había otros vehículos blindados desempeñando sus mismas labores pero con prestaciones mejores, en teoría. Sin embargo, Fiat y Oto Breda comenzaron el desarrollo de una nueva familia de blindados de tracción 4x4 a fines de los años 60, siendo la primera versión del TBP denominada Tipo 6614, y la variante mejor armada se designó como Tipo 6616.

## Descripción
El Tipo 6614 cuenta con un armamento variado, de acuerdo a la misión, pero generalmente lo constituyen ametralladoras. El vehículo es completamente anfibio, sin capacidad NBQ, pero es posible añadirle visión nocturna, y recibir aumento de blindaje en forma pasiva. 
El Conductor del carro se sienta en la parte delantera, mientras que en la parte trasera se ubica un pelotón de reconocimiento de ocho hombres. En la parte central se ubican el jefe y el tirador, que opera el armamento principal, generalmente una ametralladora de 12,7 mm. Browning, generalmente montada en una pequeña torreta. 
Existe una variante denominada 6616: A diferencia de la 6614, la 6616 incorpora una torreta armada con un cañón de 20mm. La torreta es biplaza. 

## Variantes

### KM900
El KM900 es una versión del Fiat 6614 producida bajo licencia de Fiat concedida a la Asia Motors para su uso en el ROKA. Se espera que sea sustituido con el proyecto KNAV.

### Fiat 6616
El Fiat 6616 fue una versión del mismo Tipo 6614 que incorporó una torreta armada con un cañón automático de 20mm. La torreta fue diseñada, construida e instalada por Oto Melara.

## Usuarios

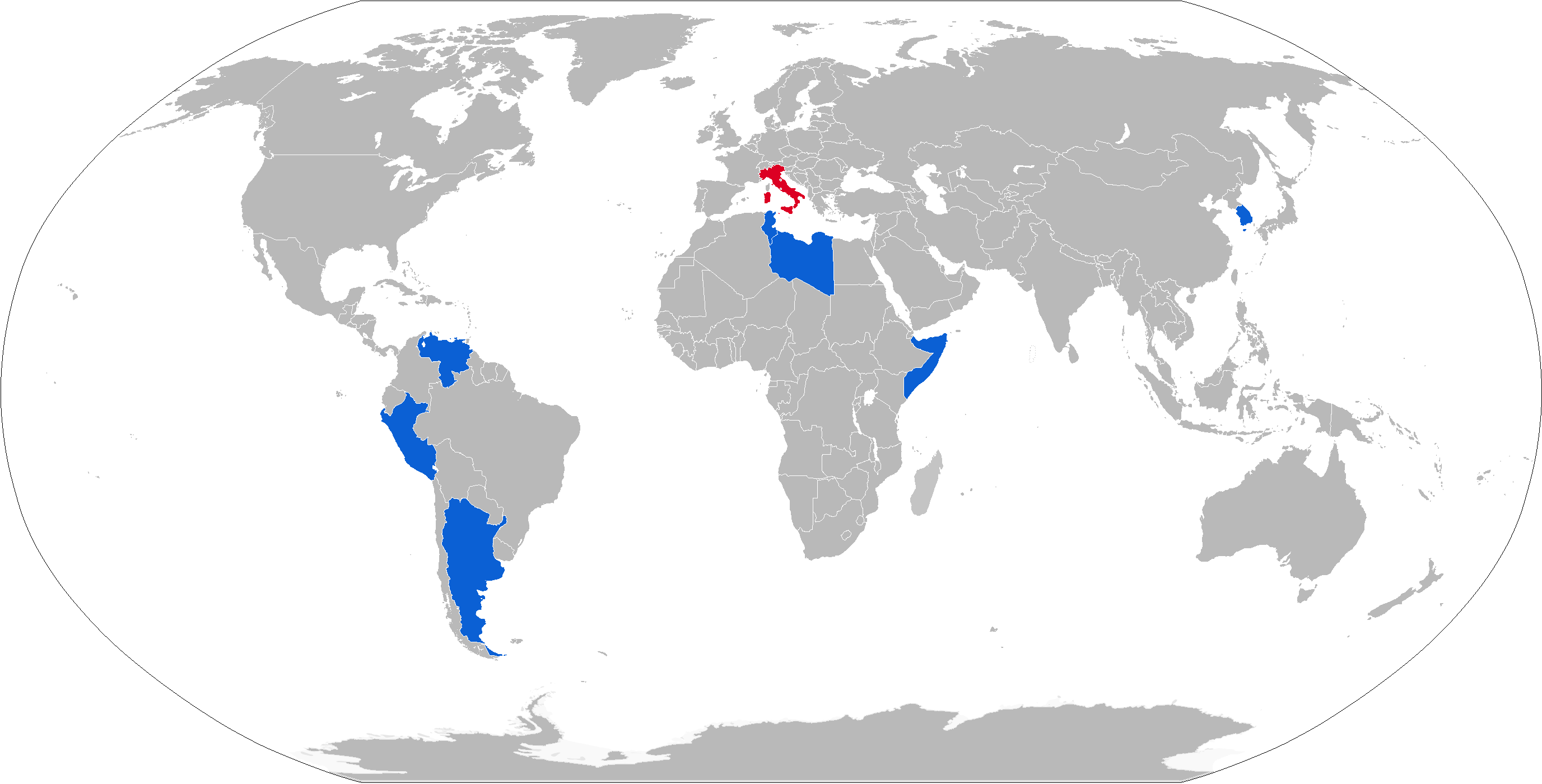
Mapa de operadores del Fiat 6614 (actuales en azul, antiguos en rojo)

### Actuales
- Argentina

- Fuerza Aérea Argentina - 25 unidades

- Libia

- Ejército Libio - 200 unidades.

- Perú

- Ejército Peruano - 140 unidades.

- Túnez

- Ejército de Túnez - 110 unidades

- Venezuela

- Ejército Nacional de Venezuela - 24 unidades

KM900
- Corea del Sur

- Ejército de la República de Corea - 400 unidades.

Tipo 6616
- Libia

- Ejército Libio - 100 unidades

- Perú

- Ejército Peruano - 70 unidades.

### Anteriores
Tipo 6614
- Italia

- Aeronautica Militare - 110 unidades.
- Ejército Italiano - 14 unidades.
- Arma de Carabineros - 150 unidades.

Tipo 6616
- Ejército Italiano - 122 unidades.

Han sido reemplazadas por el Puma AFV.
- Somalia

- Ejército Somalí - 260 unidades.

## Vehículos similares
- VAE
 VAPE
- Pandur
- Pegaso BMR
 Pegaso VEC
- Véhicule de l'Avant Blindé
- Komatsu LAV
- Bravia Chaimite
- Cadillac Gage Commando
 M1117
- BRDM-2
 BTR-60
 BTR-70